# Eumorpha anchemolus
Espèce
Eumorpha anchemolus est une espèce d'insectes lépidoptères de la famille des Sphingidae, sous-famille des Macroglossinae, de la tribu des Philampelini et du genre Eumorpha.

## Description
L'envergure varie de 62 à 70 mm. Elle est similaire à Eumorpha triangulum, mais les dessins du dessus de l'aile antérieure sont moins contrastés et moins variés. Il y a une frange blanche visible sur le dessus de l'aile antérieure, trouvée le long de la marge postérieure de près de la base au-delà de la plaque rhombiforme médiane.

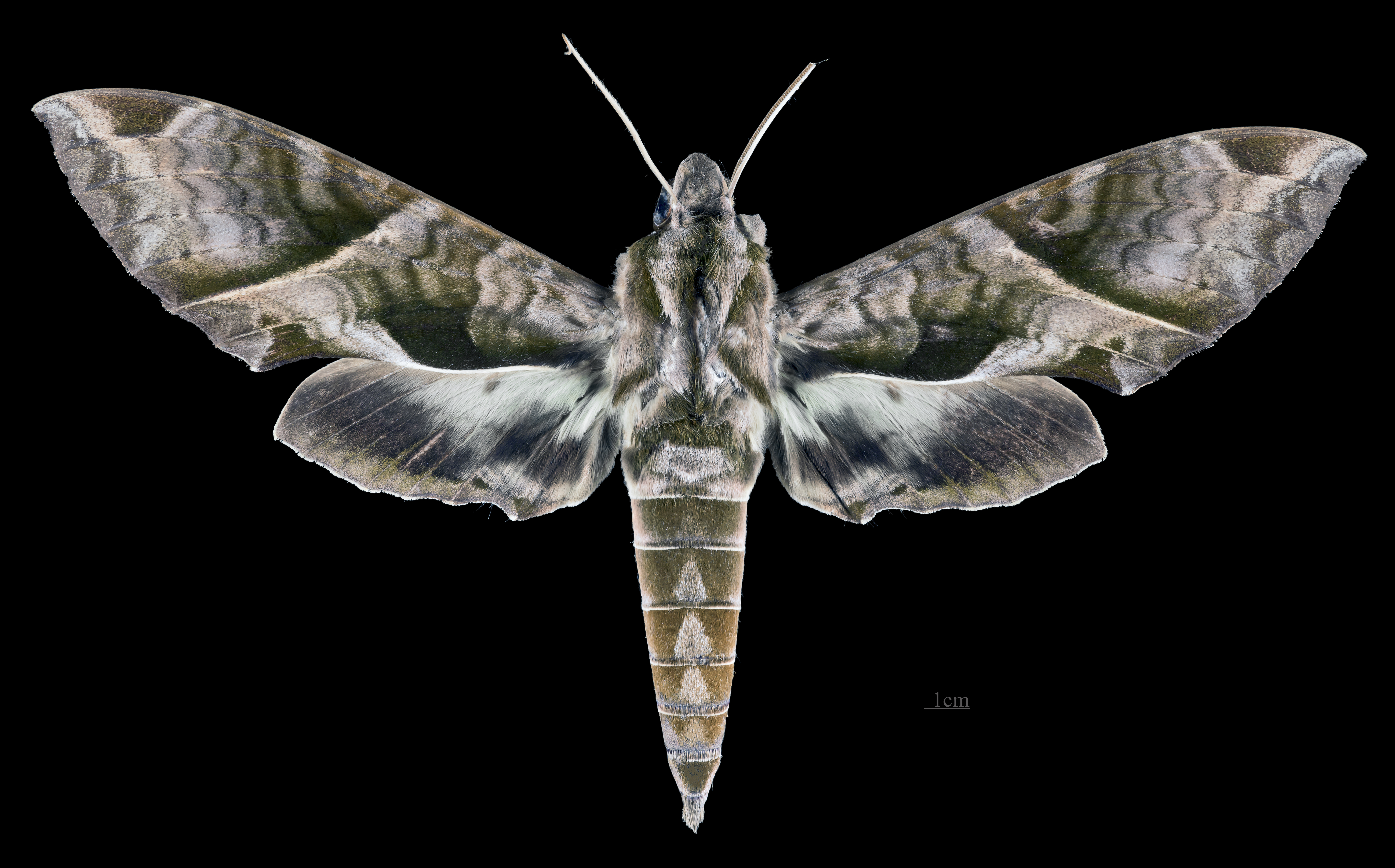
Apers du mâle (coll.MHNT)
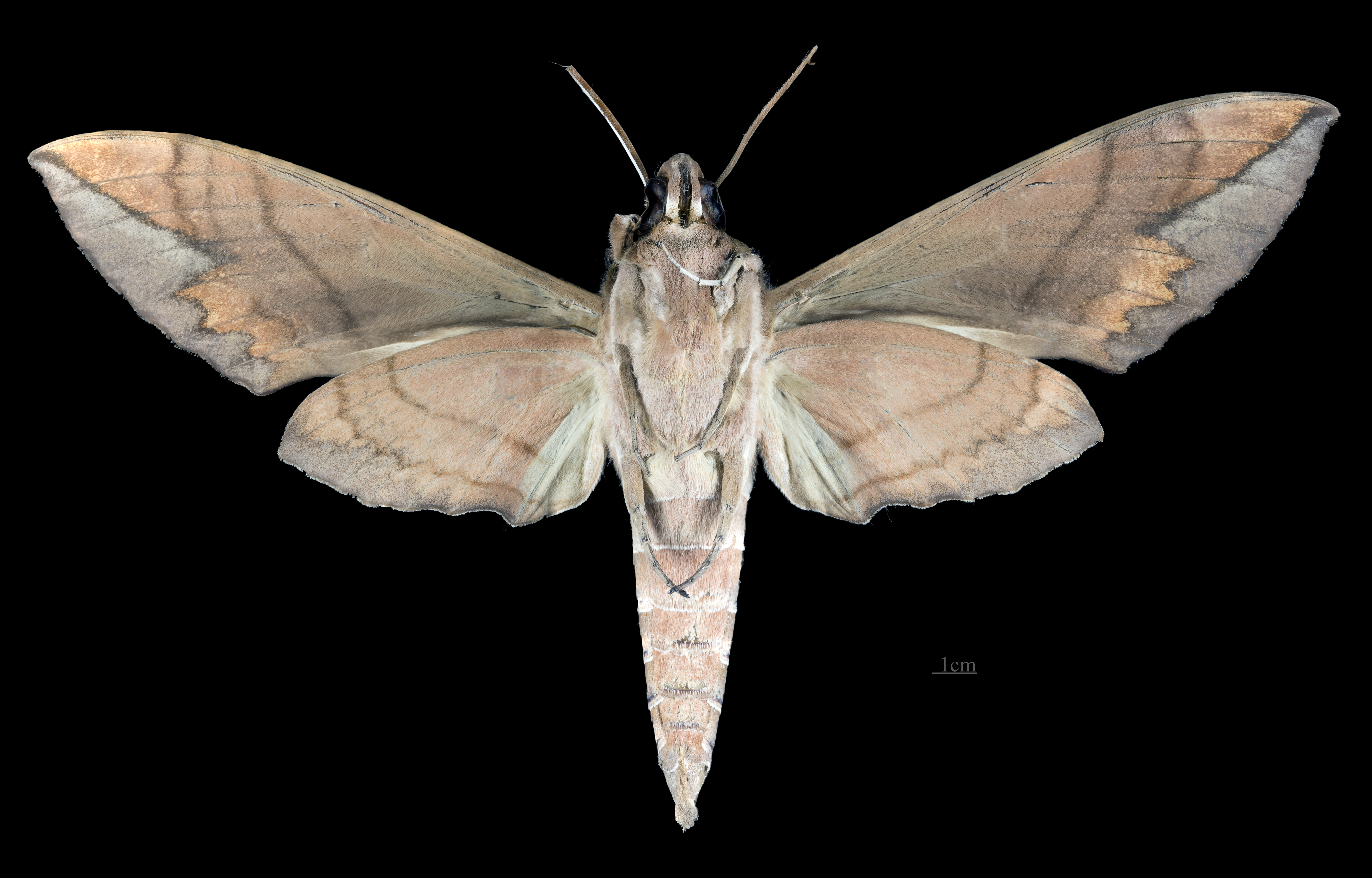
Revers du mâle (coll.MHNT)
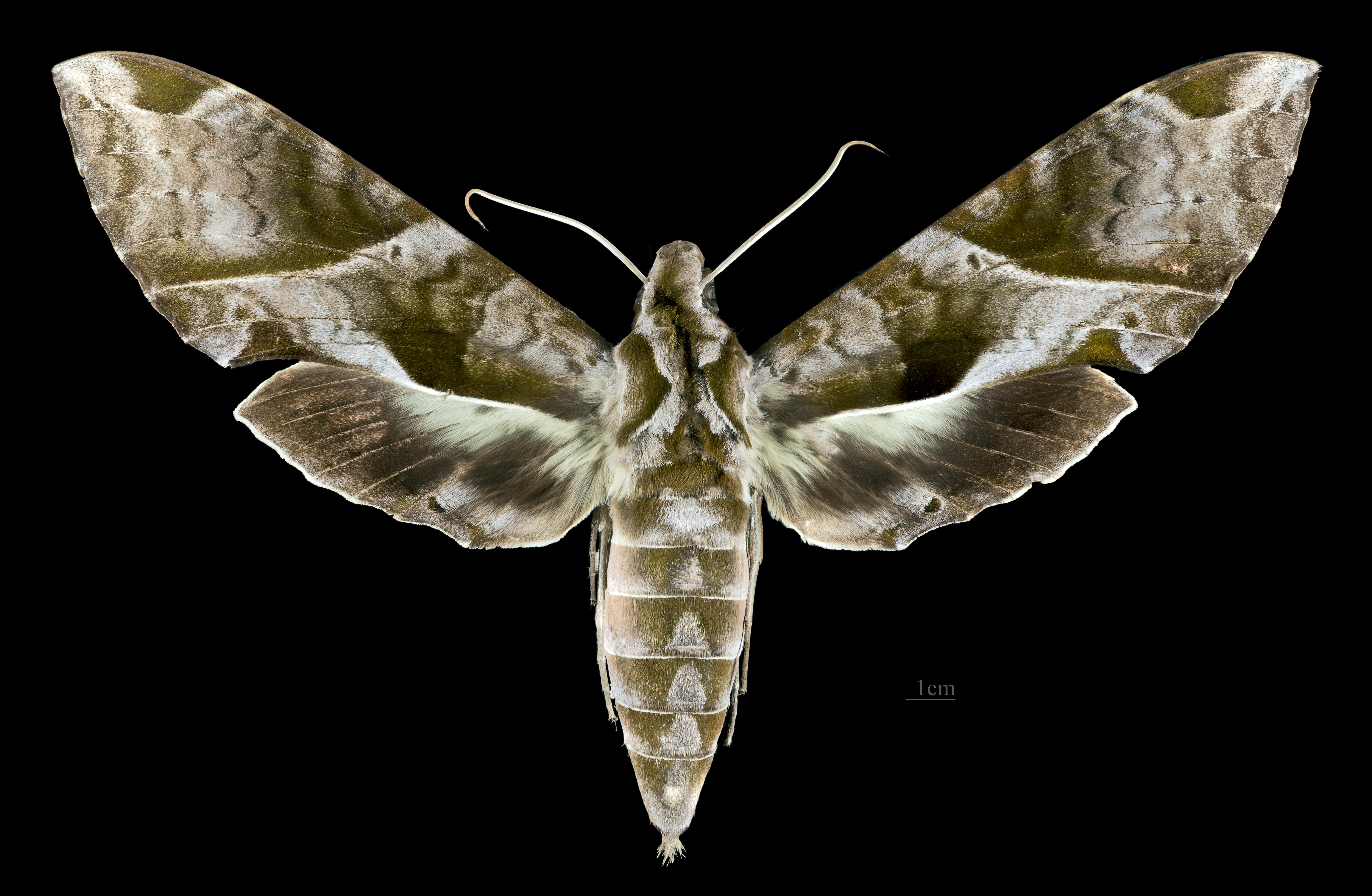
Apers de la femelle (coll.MHNT)
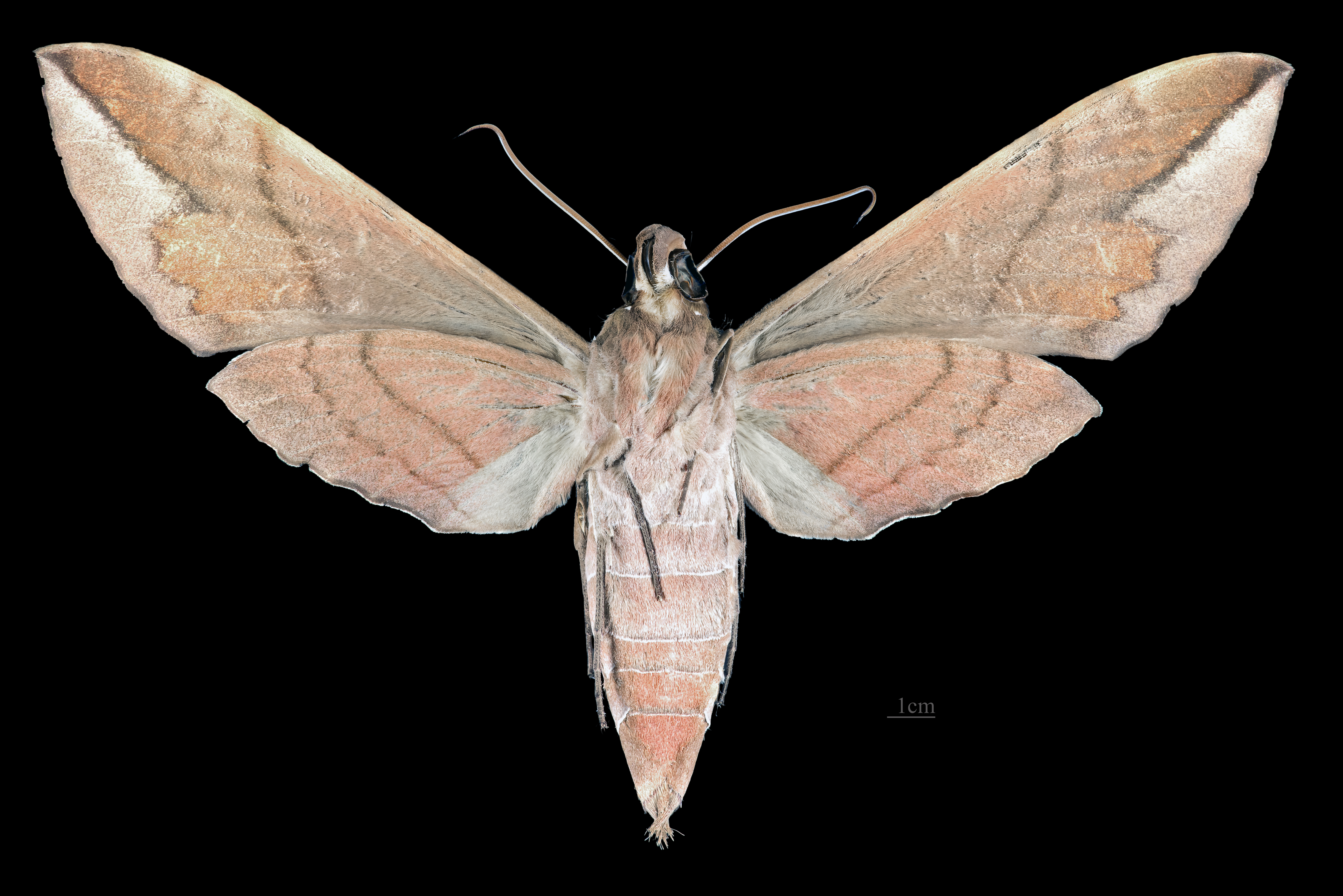
Revers de la femelle (coll.MHNT)

## Distribution

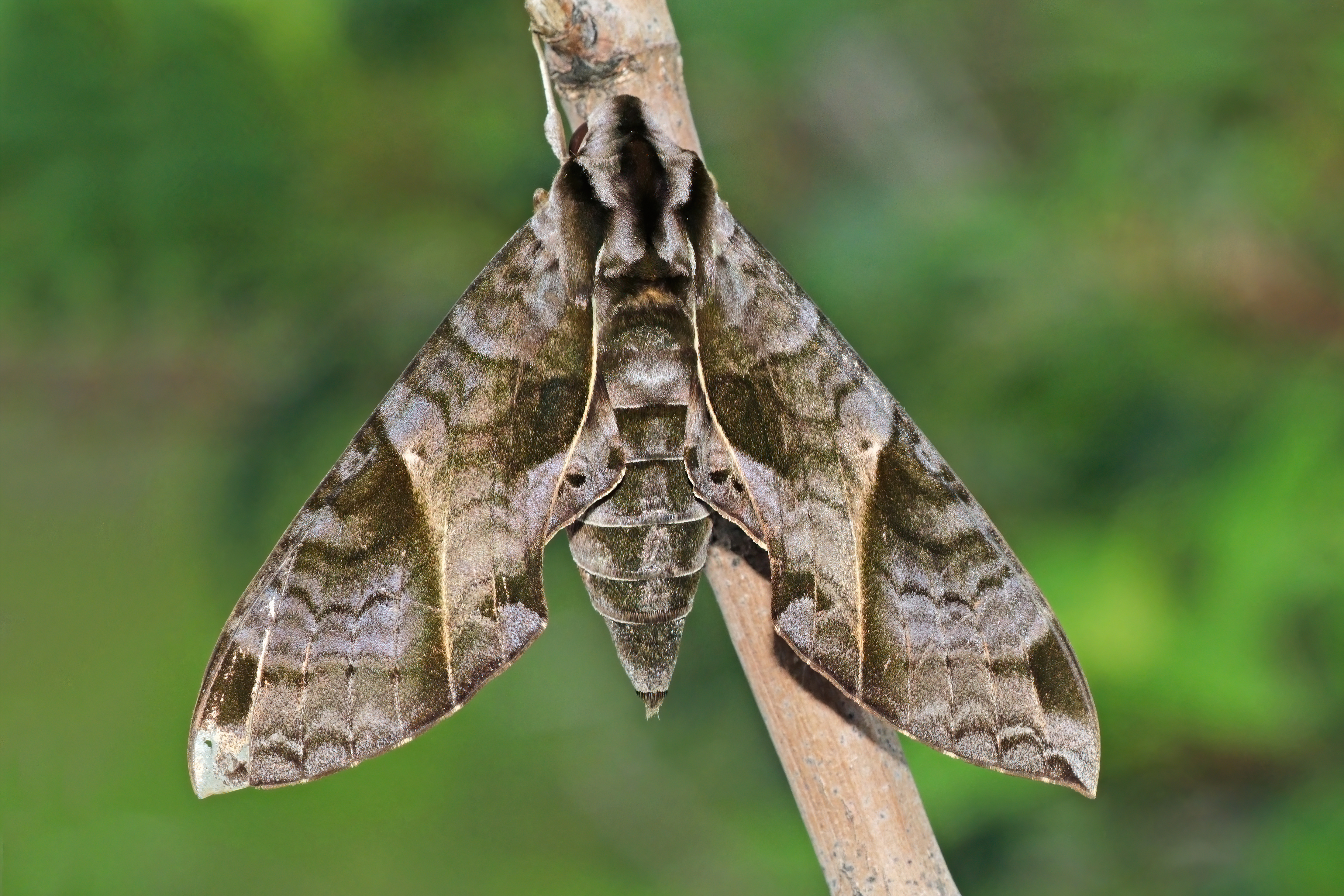
Dessus d'une femelle, à Panama.

L'espèce est connue dans la plus grande partie de l'Amérique centrale et de l'Amérique du Sud : de l'Argentine au Texas, aux États-Unis.

## Biologie
Les adultes sont actifs toute l'année, sauf les mois les plus froids. Ils se nourrissent du nectar de diverses fleurs.
Les chenilles se nourrissent de Cissus alata, Cissus pseudosicyoides, Cissus erosa et des espèces des genres Vitis et Ampelopsis.

## Systématique
- L'espèce Eumorpha anchemolus a été décrite par le naturaliste Pieter Cramer en 1780 sous le nom initial de Sphinx anchemolus[1]. La localité type est le Surinam.

### Synonymie
- Sphinx anchemolus Cramer, 1779 Protonyme
- Philampelus satellitia major Burmeister, 1878
- Philampelus anchemolus Godman & Salvin, 1881 [2]
- Eumorpha anchemola
- Eumorpha major